# Чипинге
Чипинге (Chipinge) је мали град на југоистоку Зимбабвеа, близу границе са Мозамбиком. Околина има топлу климу и углавном се гаје чај и кафа. У близини се налази и мост Бирченог који у близина града прелази преко реке Саве.
Ндабанинги Ситоле (Ndabaningi Sithole) лидер партије Зимбабвеански Афрички Национални Савез - Ндонга (Zimbabwe African National Union - Ndonga) је из Чипингеа и био је изабран у Парламент 1995. и 2000. године.
| Надмоска висина    | 1.130      |
| Падавине           | 569        |
| Средње температуре |            |
| Најтоплији месец   | 21 °C.     |
| Најхладнији месец  | 15 °C.     |
| Број становника    | 10.000     |
| Провинција         | Маникаленд |